# Xerosollya gilbertii
Xerosollya gilbertii är en tvåhjärtbladig växtart som beskrevs av Porphir Kiril Nicolai Stepanowitsch Turczaninow. Xerosollya gilbertii ingår i släktet Xerosollya och familjen Pittosporaceae. Inga underarter finns listade.